# Julius von Farkas
Julius von Farkas zu Kisbarnak, cunoscut și ca Gyula Farkas, (numele oficial maghiar kisbarnaki Farkas Gyula; n. 27 septembrie 1894, Eisenstadt, oraș statutar⁠(d), Austria – d. 12 iulie 1958, Göttingen, RFG) a fost un lingvist și istoric literar maghiaro-german.

## Biografie

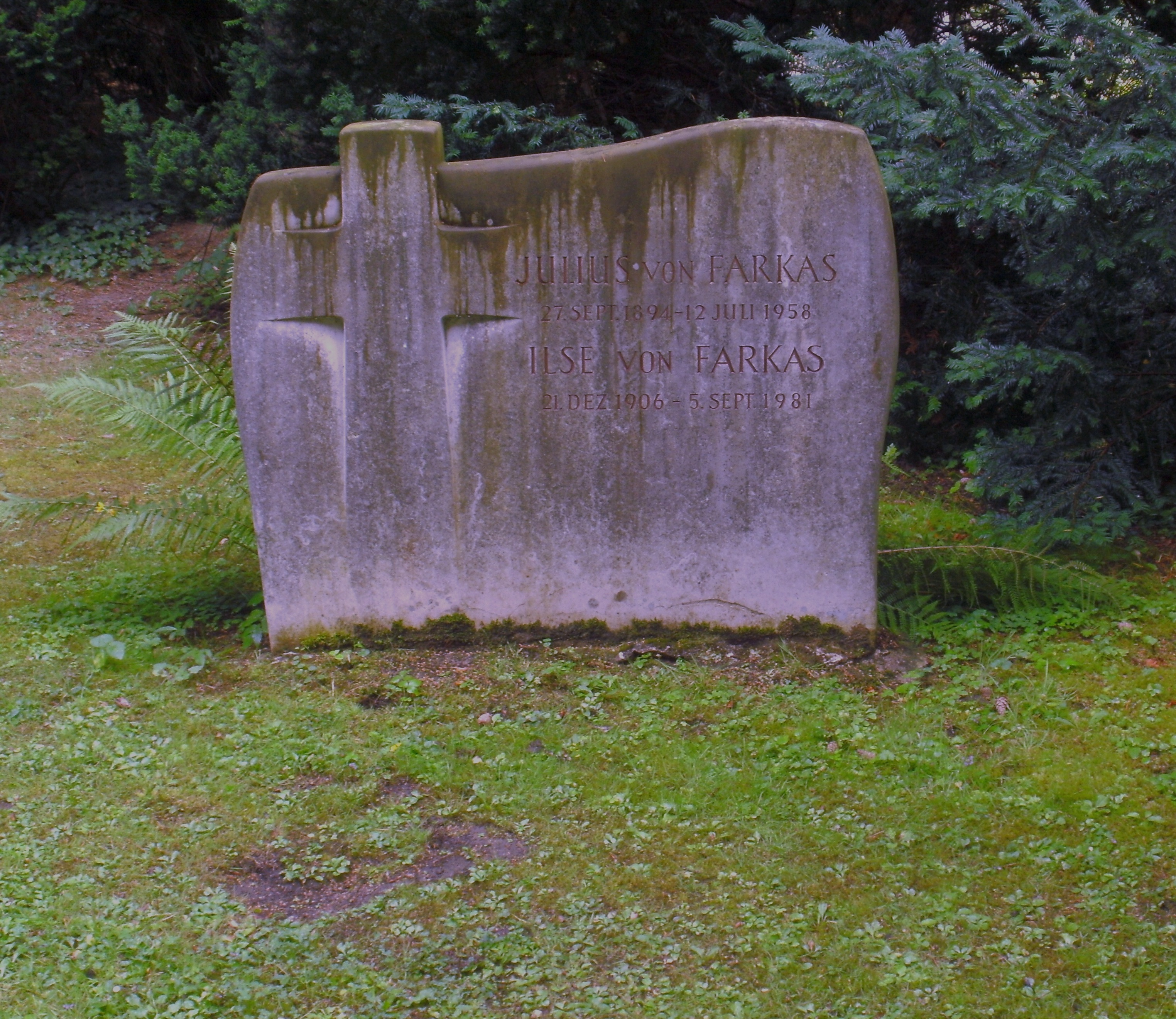
Mormântul lui Julius von Farkas din cimitirul central din Göttingen

Gyula Farkas s-a născut într-o familie nobiliară maghiară din Transdanubia. Tatăl său era Ferenc Farkas de Kisbarnak (1849–1937), pronotar al comitatului Sopron, și mama sa era Gizella Pottyondy de Potyond und Csáford (1864–1921). Fratele lui Gyula a fost Ferenc Farkas de Kisbarnak, general al Corpului de Armată VI al Ungariei în timpul celui de-al Doilea Război Mondial.
A studiat filologia maghiară și romanică la Universitatea din Budapesta și a obținut în 1919 titlul de doctor în filologie. 
După absolvire a lucrat ca lector la Institutul Maghiar al Universității Friedrich-Wilhelms din Berlin sub coordonarea profesorului Ernst Lewy; a fost coleg acolo cu Róbert Gragger (1887–1926). Între 1925 și 1928 a predat la Universitatea din Budapesta. În 1928 a revenit la Berlin ca profesor invitat și a fost numit în 1932 profesor de limba și literatura maghiară. În timpul regimului național-socialist a fost președinte al Societății Germano-Maghiare și curator al Collegium Hungaricum din Berlin. Când autoritățile germanei i-au cerut în 1939 să aleagă o singur cetățenie, a renunțat la cetățenia maghiară la sfatul prietenului său cercetaș și a fostului prim-ministru maghiar, Pál Teleki. În timpul celui de-al Doilea Război Mondial, el a fost convocat în mod repetat în Wehrmacht și a fost folosit, de asemenea, ca militar în timpul ocupației germane a Ungariei din 1944.
După cel de-al Doilea Război Mondial, el a fondat în 1947 Seminarul de Limbi Fino-Ugrice de la Universitatea din Göttingen. În 1957 a fost ales membru titular al Academiei de Științe de la Göttingen. A scris 19 cărți care tratează diferite aspecte ale limbii și literaturii maghiare, pe care le-a publicat atât în limba germană, cât și limba maghiară.

## Scrieri (selecție)
- cu Rolf Dencker; Gustav Ränk; Joseph Wiesner: Die Kulturen der eurasischen Völker. Frankfurt am Main : Akadem. Verl.-Ges. Athenaion, 1968
- Der Münchner Kodex. Ein ungarisches Sprachdenkmal aus dem Jahre 1466. Wiesbaden : Harrassowitz 1958
- Ungarns Geschichte und Kultur in Dokumenten. Wiesbaden, Harrassowitz 1955
- Südosteuropa, ein Überblick. Göttingen : Vandenhoeck & Ruprecht 1955
- Der ungarische Vormärz : Petőfis Zeitalter.  Berlin : de Gruyter  1943 și Göttingen : Vandenhoeck & Ruprecht 1955
- Samuel Gyarmathi und die finnisch-ugrische Sprachvergleichung. Göttingen : Vandenhoeck & Ruprecht 1948
- Der Freiheitskampf des ungarischen Geistes : 1867-1914 ; Ein Kapitel aus d. Geschichte d. neueren ungar. Literatur. Berlin : de Gruyter 1940
- Kultur der ugro-finnischen Völker.  in: Handbuch der Kulturgeschichte : Abt. 2,  Potsdam : Athenaion  1936
- Die Entwicklung der ungarischen Literatur. Berlin : de Gruyter 1934
- Die ungarische Romantik. Berlin : de Gruyter 1931
- Gärende Seelen – Eine Erzählung aus dem ungarischen Jungenleben. Potsdam : L. Voggenreiter 1929
- A tábortűz üzen : Elbeszélések. Berlin : L. Voggenreiter 1924
- cu Róbert Gragger: Bibliographia Hungariae : Verzeichnis der 1861-1921 erschienenen, Ungarn betreffenden Schriften in nicht ungarischer Sprache. Berlin : W. de Gruyter & Co., 1923–1929.

## Legături externe
- de Julius von Farkas în Catalogul Bibliotecii Naționale a Germaniei (Informații despre Julius von Farkas • PICA • Căutare pe site-ul Apper)
- Literatur von und über Lucrări de sau despre Julius von Farkas în biblioteci (catalog WorldCat)